# 1,2-bis(dimethylarsino)benzen
1,2-Bis(dimethylarsino)benzen (zkráceně diars) je organická sloučenina se vzorcem C6H4(As(CH3)2)2. Molekula obsahuje dvě dimethylarsinové skupiny navázané na sousední uhlíkové atomy benzenového jádra. Používá se jako chelatující ligand.

## Koordinační vlastnosti
Podobnými, nechelatujícími, organoarsenovými ligandy jsou například trifenylarsan a trimethylarsan. Diars byl zkoumán již před objevem chelatujících difosfinových ligandů, jako je 1,2-bis(difenylfosfino)ethan (dppe), nyní široce využívaných v homogenních katalýzách.
Diars je bidentátní ligand, poprvé popsaný v roce 1939 Josephem Chattem, Ronald Sydney Nyholm rozpracoval jeho využití ke stabilizování komplexů kovů v neobvyklých oxidačních a koordinačních číslech, jako je například TiCl4(diars)2. Vysoká koordinační čísla umožňuje skutečnost, že velká délka vazeb As-kov usnadňuje přístup ligandů ke kovu. K neobvyklým oxidačním číslům, která diars stabilizuje, patří například Ni3+ v [NiCl2(diars)2]Cl.
Komplex [Ni(diars)3](ClO4)2, získaný zahříváním chloristanu nikelnatého s 1,2-bis(dimethylarsino)benzenem, je diamagnetický. Oktaedrické d8 komplexy mají tripletové základní stavy. Rentgenovou krystalografií bylo zjištěno, že je komplex pentakoordinovaný a odpovídá vzorci [Ni(triars)(diars)](ClO4)2, kde triars je tridentátní ligand [C6H4As(CH3)2]2As(CH3), vzniklý z trimethylarsanu.

## Příprava a skladování
Diars se připravuje reakcí 1,2-dichlorbenzenu s dimethylarsenidem sodným:
C6H4Cl2 + 2 NaAs(CH3)2 → C6H4(As(CH3)2)2 + 2 NaCl
Za přítomnosti kyslíku se diars mění na dioxid, C6H4(As(CH3)2O)2.